# ACTR2
ACTR2 (англ. ARP2 actin related protein 2 homolog) – білок, який кодується однойменним геном, розташованим у людей на короткому плечі 2-ї хромосоми.  Довжина поліпептидного ланцюга білка становить 394 амінокислот, а молекулярна маса — 44 761.
| 10         |  | 20         |  | 30         |  | 40         |  | 50         |
| ---------- |  | ---------- |  | ---------- |  | ---------- |  | ---------- |
| MDSQGRKVVV |  | CDNGTGFVKC |  | GYAGSNFPEH |  | IFPALVGRPI |  | IRSTTKVGNI |
| EIKDLMVGDE |  | ASELRSMLEV |  | NYPMENGIVR |  | NWDDMKHLWD |  | YTFGPEKLNI |
| DTRNCKILLT |  | EPPMNPTKNR |  | EKIVEVMFET |  | YQFSGVYVAI |  | QAVLTLYAQG |
| LLTGVVVDSG |  | DGVTHICPVY |  | EGFSLPHLTR |  | RLDIAGRDIT |  | RYLIKLLLLR |
| GYAFNHSADF |  | ETVRMIKEKL |  | CYVGYNIEQE |  | QKLALETTVL |  | VESYTLPDGR |
| IIKVGGERFE |  | APEALFQPHL |  | INVEGVGVAE |  | LLFNTIQAAD |  | IDTRSEFYKH |
| IVLSGGSTMY |  | PGLPSRLERE |  | LKQLYLERVL |  | KGDVEKLSKF |  | KIRIEDPPRR |
| KHMVFLGGAV |  | LADIMKDKDN |  | FWMTRQEYQE |  | KGVRVLEKLG |  | VTVR       |

A: Аланін

C: Цистеїн

D: Аспарагінова кислота

E: Глутамінова кислота

F: Фенілаланін

G: Гліцин

H: Гістидин

I: Ізолейцин

K: Лізин

L: Лейцин

M: Метіонін

N: Аспарагін

P: Пролін

Q: Глутамін

R: Аргінін

S: Серин

T: Треонін

V: Валін

W: Триптофан

Білок має сайт для зв'язування з АТФ, нуклеотидами, молекулою актину. 
Локалізований у цитоплазмі, цитоскелеті, клітинних відростках.